# You Came Up
"You Came Up" é o terceiro single do rapper Big Punisher, produzido por Rockwilder e com a participação especial de Noreaga. A canção chegou ao número 49 na Hot R&B/Hip-Hop Songs. "You Came Up" usa um sample de "Don't Ask Me" de Ramon Morris.